# Cyklonetka
Cyklonetka var en prototyp till en trehjulig cykelbil, som konstruerades 1939 av bröderna Eugeniusz, Jan och Wacław Knawow, i deras fabrik i Kielce i Polen.

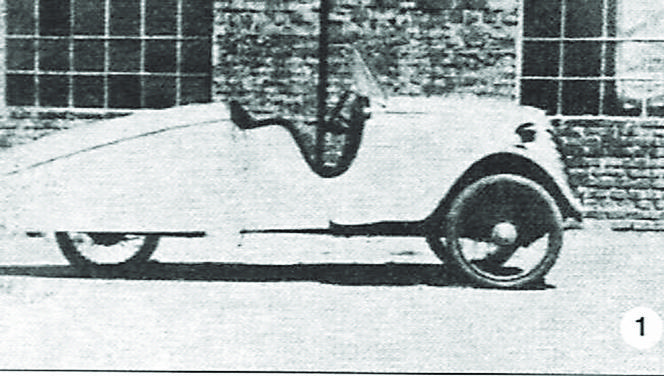
Sidobild av Cyklonetka

Bröderna Knawow tillverkade alla delar utom motorn själva. De reste sommaren 1939 med sin bil, utrustad med cykelregistreringsskylt, till Warszawa. Där sammanträffade de med Antoni Roman, Polens minister för industri och handel, som sade sig vara imponerad av konstruktionen. En kort tid därefter invaderade tyskarna Polen, vilket blev inledningen till andra världskriget. Detta omöjliggjorde en fortsatt utveckling av bilprojektet.
Cykelbilen hade en öppen kaross och en mopedmotor på 98 cm³ från motorfabriken Steinhagen & Stransky i Warszawa. 